# Nothing in Biology Makes Sense Except in the Light of Evolution
Nothing in Biology Makes Sense Except in the Light of Evolution (littéralement « Rien en biologie n'a de sens, excepté à la lumière de l'évolution ») est un essai du biologiste évolutionniste Theodosius Dobzhansky, paru en 1973. Il dresse une critique du créationnisme anti-évolutionniste et épousant l'évolution théiste. L'essai a d'abord été publié dans American Biology Teacher.

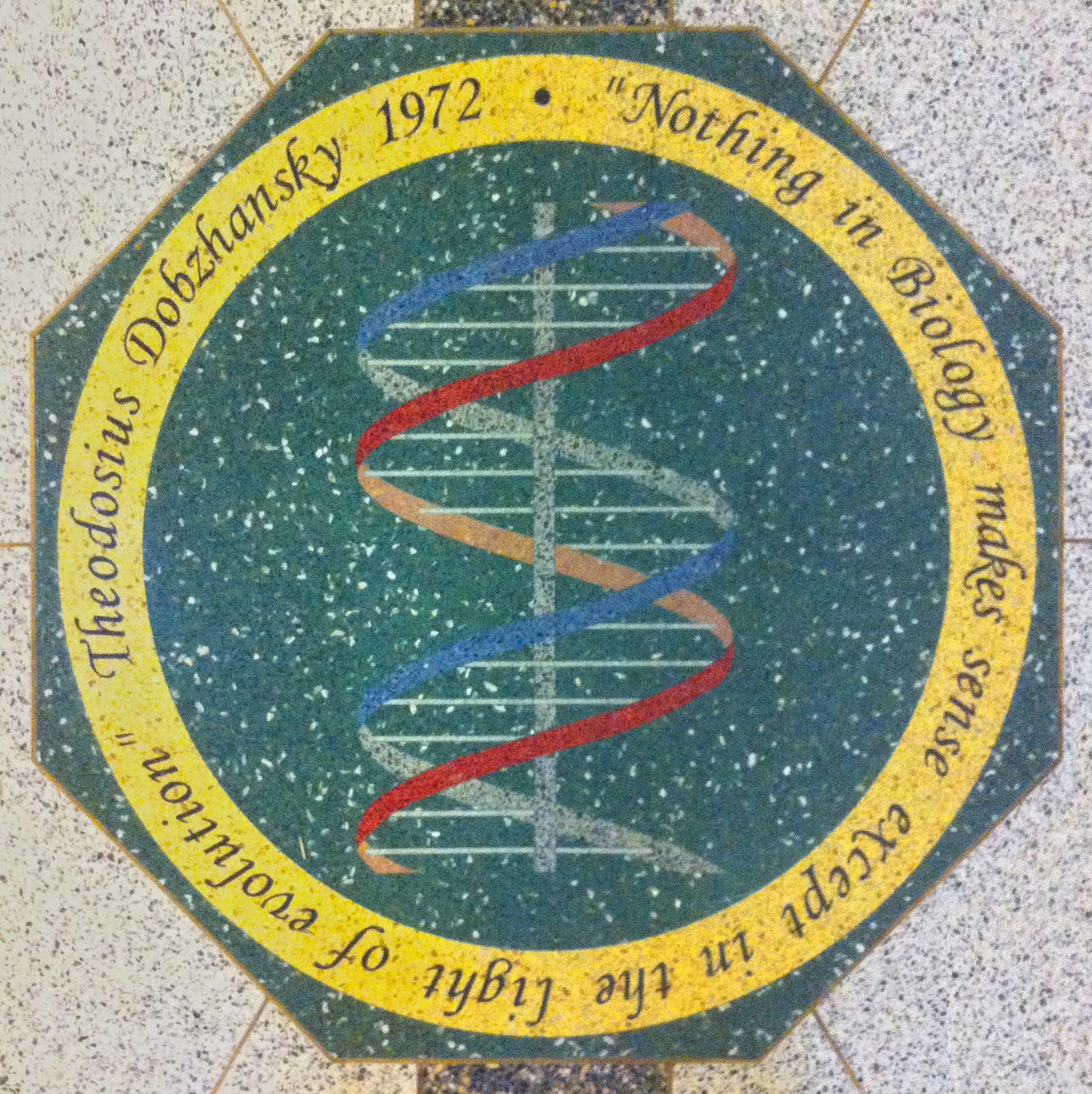
Mosaïque en médaillon du plancher de la salle principale de la Jordan Hall of Science de l'université de Notre Dame.

Dobzhansky utilise pour la première fois cette phrase en 1964 lors d'un discours à la American Society of Zoologists, pour affirmer l'importance de la biologie organistique, en réponse au défi lancé par l'avènement de la biologie moléculaire. L'expression de « lumière de l'évolution » —ou sub specie évolution est—a été utilisée précédemment par le prêtre jésuite Pierre Teilhard de Chardin puis par le biologiste Julian Huxley.

## Résumé
Dobzhansky ouvre son livre sur une critique de Shaikh Abdul Aziz bin Baz, alors Grand Mufti de l'Arabie Saoudite, pour entretenir la croyance basée sur les écritures, selon laquelle le Soleil tourne autour de la Terre. Dobzhansky affirme qu'« il est absurde de prendre la Bible et le Coran pour les bases de sciences naturelles. Ils traitent de sujets bien plus importants : le sens de l'Homme et ses liens avec Dieu ». Il critique l'antiévolutionniste P. H. Gosse, qui avait suggéré que les fossiles avaient été créés aux endroits où ils avaient été trouvés, pour blasphème, celui-ci sous-entendant que Dieu est un imposteur.
Comme il l'affirme dans son précédent discours, « Si le monde des vivants n'a pas surgi à partir d'ancêtres communs par le biais d'un processus d'évolution, alors l'unité fondamentale des êtres vivants est un canular, et leur diversité est une plaisanterie ». Ces deux thèmes de l'unité du vivant et de la diversité de la vie constituent les thèmes centraux de son essai.
Abordant la diversité de la vie sur Terre, Dobzhansky demande si Dieu plaisantait quand il a créé des espèces différentes pour des environnements différents. Cette diversité devient raisonnable et compréhensible, cependant, si la Création ne s'est produite sur un coup de tête de Créateur, « mais par évolution propulsée par une sélection naturelle ». Il illustre cette diversité à partir de ses propres recherches sur la grande diversité d'espèces de drosophiles d'Hawaii. Soit le Créateur, par étourderie (« in a fit of absent mindedness ») a créé de nombreuses espèces de drosophiles, soit celles-ci sont parvenues sur les îles et se sont diversifiés en comblant une large étendue de niches écologiques vacantes.
Il illustre l'unité du vivant à l'aide de la séquence moléculaire du cytochrome C, très similaire au sein d'un large éventail d'espèces, comme le singe, le thon, du kangourou, et la levure. Cette unité est ensuite illustrée par la similitude des embryons de différentes espèces. Soit Dieu a délibérément conçu les choses « pour induire en erreur les chercheurs sincères de la vérité » ou ces similitudes sont le résultat d'une évolution.
Dobzhansky conclut que les écritures et la science sont deux choses différentes : « It is a blunder to mistake the Holy Scriptures for elementary textbooks of astronomy, geology, biology, and anthropology » (« C'est une erreur de prendre les Saintes Écritures pour des manuels d'astronomie, de géologie, de biologie et d'anthropologie »).

## Contexte
Le thème sous-jacent de l'essai est la nécessité d'enseigner l'évolution biologique dans le contexte du débat sur l'enseignement de la création et l'évolution de l'enseignement public aux États-Unis. L'existence de l'évolution explique l'interdépendance des divers phénomènes en biologie et donne un sens à la biologie. Le concept s'est ensuite établi comme une idée rassembleuse dans l'enseignement de la biologie.

## «Lumière de l'évolution»
L'expression de « lumière de l'évolution » est tout d'abord utilisé par le prêtre et vitaliste jésuite, Pierre Teilhard de Chardin, que Dobzhansky admire particulièrement. Dans le dernier paragraphe de l'article, Teilhard est cité comme ayant écrit dans Le Phénomène humain (III, chap. III, 1, A) :

« [L'Évolution est ] une condition générale à laquelle  doivent  se  plier  et  satisfaire  désormais,  pour  être  pensables  et  vrais,  
toutes  les  théories,  toutes  les  hypothèses,  tous  les  systèmes.  Une  lumière  éclairant tous les faits, une courbure que doivent épouser tous les traits : voilà ce qu’est l’Évolution. »

La phrase « rien en biologie n'a de sens, excepté à la lumière de l'évolution » est entrée dans l'usage commun chez les opposants au créationnisme ou sa variante appelée dessein intelligent. Tandis que l'essai affirme (dans la continuité de Teilhard) que le christianisme et la biologie de l'évolution sont compatibles, une position décrite comme un « créationnisme évolutionnaire » ou une « évolution théiste », l'expression est également utilisée par ceux qui considèrent que la biologie inclut l'anthropologie, et ceux qui considèrent l'existence d'un créateur inutile, comme Richard Dawkins, l'auteur du Gène égoïste.